# Am Charlottentor 31 (Magdeburg)

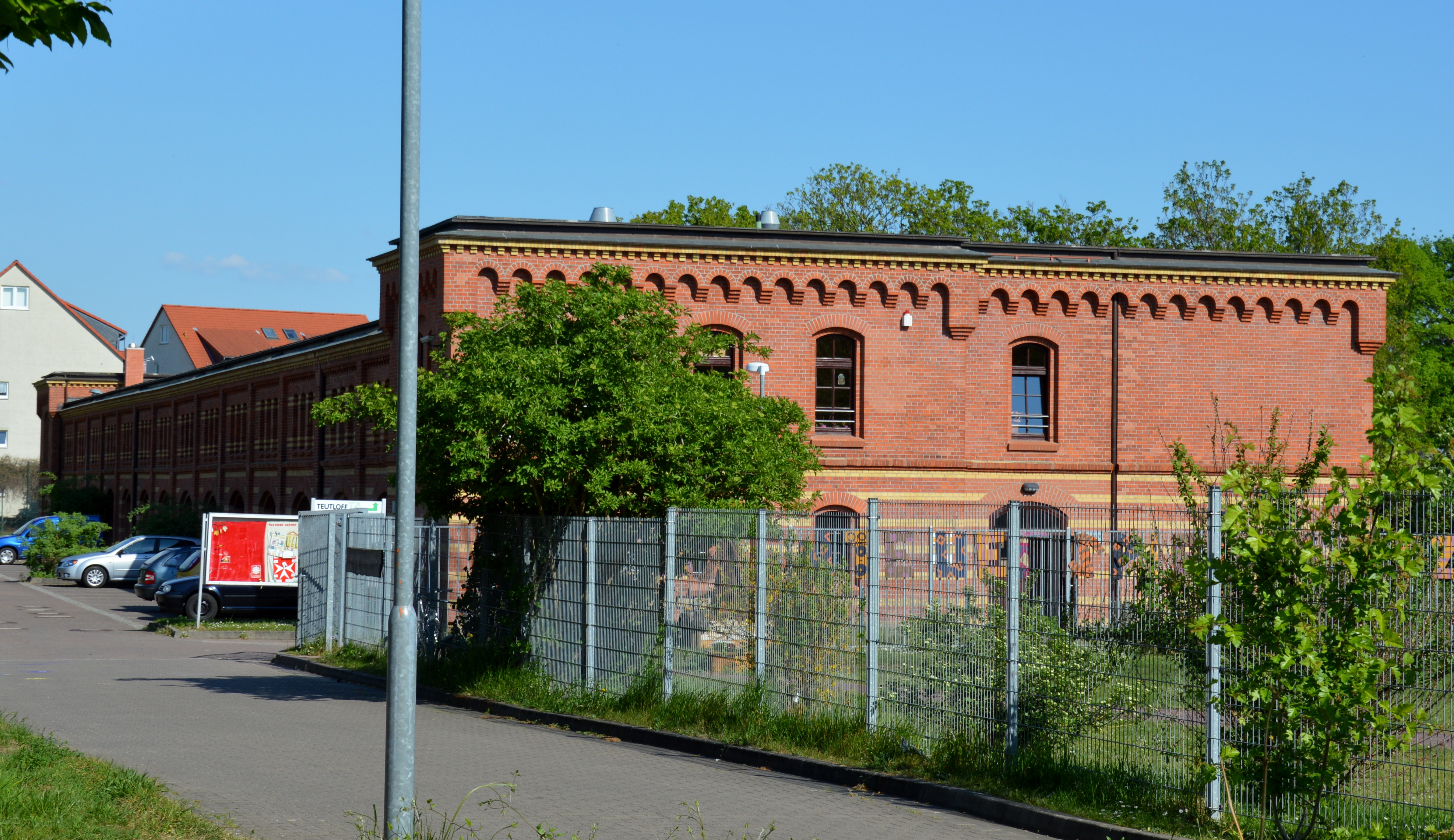
Haus Am Charlottentor 31, Blick von Westen

Das Haus Am Charlottentor 31 ist ein denkmalgeschütztes Gebäude im Magdeburger Stadtteil Cracau in Sachsen-Anhalt. Im Gebäude ist ein Jugend- und Sozialzentrum untergebracht.

## Lage
Es befindet sich im Norden des Stadtteils unmittelbar an der Grenze zum Stadtteil Brückfeld. Nördlich des Gebäudes verlief die Bahnstrecke Biederitz–Magdeburg-Buckau, die nach ihrer Stilllegung zum Radweg umgebaut wurde.

## Architektur und Geschichte
Der langgestreckte, funktional gestaltete Ziegelbau entstand zwischen 1880 und 1900 als Wagenhaus Nummer 13 des hier ehemals bestehenden Artillerie-Depots. Das schlichte zweigeschossige Haus wurde aus roten Klinkern errichtet. Mit gelben Klinkern wurden die Fassade gliedernde Streifen eingebracht. Als weiteres gliederndes Element bestehen Lisenen und Blendbogenfriese. Die Fenster sind als Segmentbögen gestaltet. Am westlichen und östlichen Ende bestehen Kopfrisalite. Bedeckt ist das Haus von einem Flachdach.
Im örtlichen Denkmalverzeichnis ist das Gebäude unter der Erfassungsnummer 094 76872 als Schuppen verzeichnet.
Das Gebäude gilt als baulicher Rest der ursprünglich den umgebenden Bereich der sogenannten Friedrichstadt dominierenden militärischen Nutzung im Zuge der Ostfront der Festung Magdeburg. Es entstand in der letzten Phase der militärischen Nutzung der Festung und wird als militär- und stadtgeschichtlich bedeutsam eingeschätzt. Im Zusammenhang mit diesem Bau sind auch die heute in der Nachbarschaft erhaltenen, jedoch umgenutzten, Kasernenanlagen zu sehen.
Derzeit (Stand 2016) wird das Gebäude als von der Caritas betriebenes Jugend- und Sozialzentrums „Mutter Teresa“ genutzt.